# Magnuskärr
Magnuskärr (fi. Maununneva) är en stadsdel och en del av Kårböle distrikt i Helsingfors stad.
I Magnuskärr finns det frontmannahus från 1950-talet, nyare egnahemshus och något enstaka höghus. Gatunamnen har krig som tema, till exempel Löpgravsvägen. Den finsk-ryska skolan, vars byggnad är från 1965, finns i Magnuskärr. I stadsdelen finns det också ett 1,25 hektar stort kärr som blev naturskyddsområde år 1991, samt befästningskonstruktioner från första världskriget och vallgravar från år 1917. 

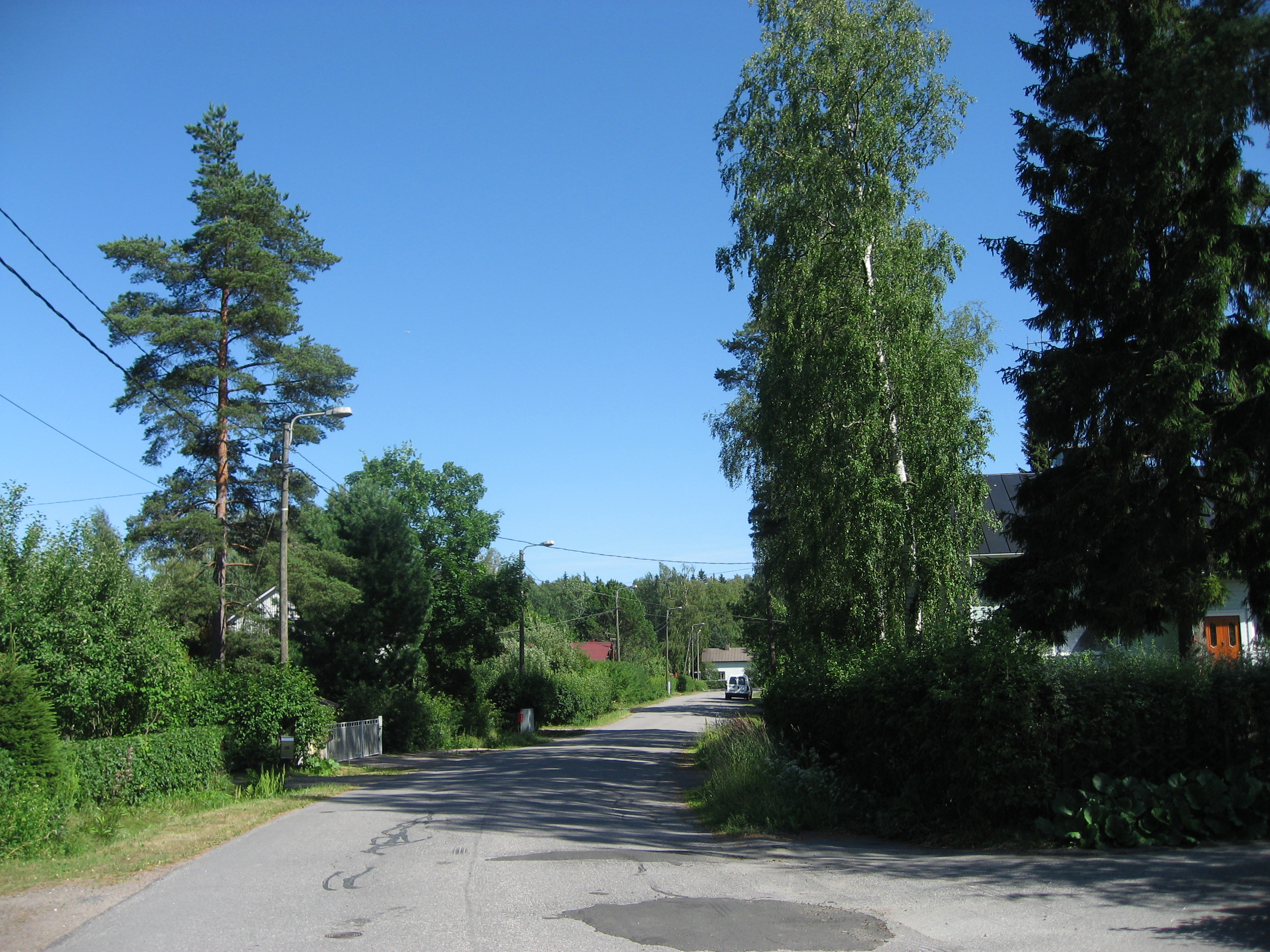
Hökärrsvägen i Magnuskärr